# Sorex isodon
La musaraña europea (Sorex isodon) es un pequeño mamífero de la orden Soricomorpha y de la familia Soricidae. Es una musaraña bastante grande, con una longitud corporal de 55-82 milímetros y un peso de 6,5-14,5 gramos. La cola mide entre 41 y 55 milímetros. La musaraña europea vive sobre todo en bosques coníferas templados húmedos norteños de Europa y el norte de Asia, desde Noruega hasta Kamchatka, a Sakhalin y las Kuriles. Tiene dos colores, con una parte ventral casi tan oscura como la dorsal. Tiene unas anchas patas anteriores. Se alimenta de insectos, lombrices, arañas, ciempiés, milpiés y ranas. A los meses de verano, desde junio hasta agosto, dan a luz entre seis y siete (a veces entre una y diez) crías. Cada hembra tiene dos o tres camadas por año. Antiguamente se creía que S. isodon y S. sinalis formaban una única especie. 
- Datos: Q1383978
- Multimedia: Sorex isodon / Q1383978
- Especies: Sorex isodon